# Made in USA (film, 1966)
Pour les articles homonymes, voir Made in USA.
Pour plus de détails, voir Fiche technique et Distribution.
Made in USA est un film français réalisé par Jean-Luc Godard et sorti en 1966.
Le film s'intitule ainsi pour évoquer l'influence américaine omniprésente sur la culture française et il fourmille de références pop visuelles tels les néons, bandes dessinées ou affiches publicitaires ou sonores tels que les sonneries de téléphones, les coups de klaxons ou les grondements d'avions à réaction. Tout en ancrant son récit dans l'actualité politique française comme avec l'affaire Ben Barka, Godard s'inspire vaguement de différents films de gangsters américains classiques, dont Le Grand Sommeil (1946) de Howard Hawks, ainsi que du roman Bleu blanc rouge (1965) de Donald E. Westlake. Westlake ayant engagé une procédure aux États-Unis pour violation de droit d'auteur, le film n'y est véritablement sorti qu'en 2009. Il s'agit en outre du dernier film de Godard dans lequel Anna Karina tient le rôle principal.
Le film suit la journaliste Paula Nelson qui se rend à Atlantic Cité pour y retrouver son ex-petit ami, Richard. Elle découvre qu'il est mort, apparemment d'une crise cardiaque. Edgar Typhus, un ancien associé, fait irruption dans sa chambre d'hôtel de Paula et lui propose de l'aider dans son enquête sur la mort de Richard. Au lieu de cela, la jeune femme l'assomme et le traîne dans sa chambre voisine, où elle rencontre son neveu, l'écrivain David Goodis, et La petite amie de David, Doris Mizoguchi. Paula préfère enquêter seule. Elle se rend compte qu'elle est suivie par Paul Widmark, l'inspecteur de la police locale, et Donald Siegel. Elle commence à se demander si la mort de Richard pourrait être liée à celle de Lacroix, le maire communiste d'Atlantic Cité, survenue l'année précédente.
Made in USA est défini par le réalisateur lui-même comme un « film po », en référence à l'abréviation utilisée par les étudiants de l'Institut d'études politiques de Paris, « Sciences Po » : un film po-litique, po-licier et po-étique.

## Synopsis
Une femme nommée Paula Nelson arrive dans la ville fictive d'Atlantic Cité et loge dans un hôtel. Elle reçoit presque immédiatement la visite d'un voisin de chambre louche, M. Edgar Typhus. Tous deux se connaissent manifestement depuis un certain temps. Paula est venue chercher des traces de son mari Dick Politzer, qui a disparu ; l'homme tente de l'en dissuader. Elle l'assomme mais est vue par le neveu de Typhus, un écrivain nommé David Goodis, venu passer quelques jours chez son oncle avec sa fiancée Doris Mizoguchi ; l'homme lui assure qu'il n'alertera pas la police. Paula est cependant gardée par deux officiers en civil.
Paula Nelson se rend chez un dentiste, l'un des contacts de Dick, et y découvre un cadavre défiguré. Plus tard, dans le bar de l'hôtel, elle participe à une conversation surréaliste, à la limite de la philosophie du langage, entre le barman et un client ; dans la pièce se trouve également Marianne Faithfull qui chante sans accompagnement As Tears Go By des Rolling Stones. Le docteur Ludwig, propriétaire d'un gymnase, qui a établi le certificat de décès de Dick, confirme la mort, mais Paula se souvient que le médecin avait déjà établi un précédent certificat après l'assassinat d'un maire communiste.
Un appel anonyme convoque Paula dans un entrepôt, mais dès son arrivée, elle est assommée. Lorsqu'elle se réveille, elle se trouve avec deux policiers en civil, Richard Widmark et Donald Siegel, qui semblent en savoir beaucoup sur elle et Dick. L'inspecteur Widmark nie cependant être impliqué dans sa mort et lui fait écouter une cassette enregistrée par son mari avant sa mort ; l'homme y lit une proclamation politique citant Robespierre et Saint-Just. Paula affirme que Dick a été exclu du parti après la mort de Picasso.
Widmark et Siegel raccompagnent Paula à l'hôtel, où l'on découvre que Typhus et Doris Mizoguchi ont été assassinés. David Goodis accuse Paula Nelson, qui devine que le commissaire Widmark appartient à une organisation policière parallèle.
Elle est libérée car Goodis retire les accusations. Elle se rend dans un entrepôt où elle sait que Dick travaille depuis quelques mois, une femme leur propose d'enquêter dans une villa de banlieue. Les deux policiers déviants arrivent également à l'entrepôt, sans témoins, Widmark n'a aucun problème à admettre qu'elle fait partie d'une organisation qui a éliminé son mari.
Paula est abordée par Donald Siegel, qui lui avoue avoir été l'auteur matériel du meurtre de Dick, mais qui est maintenant mécontent parce que son supérieur, Widmark, essaie de se débarrasser de lui. Paula le tue par surprise d'un coup de feu, puis se rend au manoir que le collègue de Dick lui a indiqué. Là, elle conclut un marché avec Widmark : pour les forcer à se faire confiance, elle lui remet une déclaration dans laquelle elle affirme être l'assassin de Typhus, et lui une déclaration semblable dans laquelle il admet avoir tué Politzer.
C'est alors que Widmark sort son arme pour l'éliminer, mais entre-temps David Goodis est arrivé et le tue. L'écrivain est convaincu qu'il a maintenant tous les éléments pour terminer le roman policier qu'il est en train d'écrire, mais Paula Nelson est obligée de l'éliminer pour éviter que la vérité ne soit divulguée, car « poésie égale vérité ».
Paula quitte alors Atlantic Cité avec une connaissance rencontrée à l'entrée de l'autoroute, qui lui propose de l'emmener dans sa voiture.

## Fiche technique
- Titre original : Made in USA
- Réalisation : Jean-Luc Godard
- Assistants réalisation : Charles L. Bitsch, Claude Bakka
- Scénario : Jean-Luc Godard, d'après Rien dans le coffre (The Jugger) de Donald E. Westlake (sous le nom de « Richard Stark »)
- Photographie : Raoul Coutard
- Cadreur : Georges Liron
- Son : René Levert, Jacques Maumont
- Montage : Agnès Guillemot, Françoise Collin
- Musique : Mick Jagger et Keith Richards
- Production : Georges de Beauregard, Jean-Luc Godard, Clément Steyaert
- Société de production : Anouchka Films, Rome Paris Films, S.E.P.I.C.
- Pays de production :  France
- Langue originale : français
- Format : Couleurs - 2,35:1 - Mono - 35 mm
- Genre : policier, politique, essai cinématographique[4]
- Durée : 85 minutes
- Dates de sortie : 
  - Royaume-Uni : 3 décembre 1966 (festival de Londres)
  - France : 27 janvier 1967[4]
- Affiche : René Ferracci (France)

## Distribution
- Anna Karina : Paula Nelson
- Jean-Pierre Léaud : Donald Siegel
- László Szabó : Richard Widmark
- Marianne Faithfull : elle-même
- Yves Afonso : David Goodis
- Claude Bakka : l'homme avec Marianne Faithfull
- Daniel Bart : un policier
- Jean-Pierre Biesse : Richard Nixon
- Jean-Claude Bouillon : l'inspecteur Aldrich
- Fernand Coquet : Bill Poster
- Marc Dudicourt : Barman
- Rémo Forlani : l'ouvrier au bar
- Eliane Giovagnoli : l'assistante du dentiste
- Jean-Luc Godard : Richard Politzer (voix)
- Sylvain Godet : Robert MacNamara
- Anne Guegan : la fille bandée
- Kyôko Kosaka (ja) : Doris Mizoguchi
- Philippe Labro : lui-même
- Rita Maiden : une femme

## Production
Godard a monté le film rapidement pour tenter d'aider son ami et producteur Georges de Beauregard à surmonter les difficultés financières liées à la censure du film La Religieuse (1966) de Jacques Rivette, également produit par de Beauregard. Alors que de Beauregard lui téléphone pour lui faire part de ses problèmes de trésorerie, Godard répond « Eh bien, attendez quand même... laissez-moi une ou deux heures, que je puisse aller prendre un roman policier à la librairie du coin, et puis on adaptera ce roman, et puis vous ferez un film ». Le roman que choisit Godard est Bleu blanc rouge (titre original : The Jugger ; une autre traduction française ultérieure existe intitulée Rien dans le coffre) de Richard Stark (pseudonyme de Donald E. Westlake), faisant partie de la série littéraire mettant en scène le personnage de Parker (ici féminisée et renommé Paula Nelson). Le scénario qui en est issu ne comporte que deux feuilles dactylographiées datées du 11 juillet 1966, truffées d'erreurs dans les noms des acteurs, probablement dictées au téléphone par Godard à une secrétaire du producteur Georges de Beauregard.
La présence d'éléments pop est encore plus massive que dans les films précédents : néons, bandes dessinées, affiches publicitaires, jusqu'à l'ingénieuse séquence de poursuite dans le dépôt de mannequins et d'affiches de cinéma. Godard accentue également sa polémique contre la culture américaine : « En ce moment, tout, absolument tout, est influencé par les États-Unis. D'où le titre Made in U.S.A. ». Godard s'attaque aux mythes d'Hollywood, aux modèles et au langage du cinéma américain, dont il tente de contester les principes : continuité de l'action, vraisemblance, conséquence et identification aux protagonistes. Mais Made in USA est en même temps un hommage au cinéma hollywoodien, policier et autre, avec ses références. À Richard Balducci, attaché de presse de Rome Paris Films, qui lui fait remarquer que le bar dans lequel se déroule la scène où apparaît Marianne Faithfull ne ressemble en rien à un bar américain, Godard répond : « Toi, tu le sais parce que tu y es allé, mais moi je fais un film pour les gens qui ne sont pas allés aux États-Unis. C'est un film sur l'idée que, même à Puteaux, on vit selon ce que nous dicte l'Amérique ».
Pour tenter d'ancrer son récit dans l'actualité politique, Godard parsème le film de références à l'affaire Ben Barka, opposant marocain enlevé à Paris et disparu dans la nature, probablement assassiné et enterré en secret. Bien qu'il s'agisse d'un film de Godard antérieur à son engagement maoïste avec le groupe Dziga Vertov en 1968, l'esthétique de Made in USA est illustrée par une phrase prononcée par la voix hors champ : « On est bien dans un film politique, c’est-à-dire du Walt Disney plus du sang ».

« …j'ai relié le thème à un épisode marginal et lointain de l'affaire Ben Barka. J'ai imaginé que Fignon n'était pas mort, et qu'il s'était réfugié en province, qu'il avait écrit à sa petite amie de venir le rejoindre. Celle-ci le rejoint à l'adresse prévue et, quand elle arrive, elle le trouve vraiment mort. J'ai situé mon film en 1969, deux ans après les législatives de mars dernier. Au lieu de s'appeler Fignon, mon personnage s'appelle Politzer »

— Jean-Luc Godard
La principale référence esthétique de Godard est Le Grand Sommeil (1946), film de Howard Hawks à l'intrigue complexe et peu cohérente, adapté du roman éponyme de Raymond Chandler que le réalisateur venait de réviser ; ce n'est pas un hasard si Paula Nelson porte un mackintosh blanc à la Humphrey Bogart. Godard déclare « Punition pour les élèves acteurs et techniciens : decrier ou résumer l’action et les péripéties du film que vous êtes en train de tourner d’après ce que vous en avez vu et croyez en avoir compris ».
Le tournage débute le 16 juillet 1966, dix jours après que Godard a reçu la proposition du producteur de Beauregard ; les lieux de tournage identifiés sont l'hôtel Wilson à Puteaux, le café Le Président dans le 16e arrondissement de Paris, le garage Vergeat rue de Courcelles dans le 17e pour les poursuites et les meurtres et la villa du sculpteur Broch pour la scène où Karina tue Alfonso.
Il existe une légende comme quoi Made in USA aurait été tourné simultanément avec Deux ou trois choses que je sais d'elle, Godard filmant l'un le matin et l'autre l'après-midi. En réalité, selon les rapports de scripte et les feuilles de service, les tournages ont été successifs : Made in USA est tourné du 16 au 30 juillet 1966 tandis que Deux ou trois choses que je sais d'elle est tourné du 8 au 27 août de la même année.
La protagoniste Anna Karina, qui avait divorcé de Godard peu de temps auparavant, joue ici dans son dernier long métrage signé par son ex-mari. Si le tournage s'est globalement bien passé, plusieurs témoins racontent que Godard était très dur avec Karina. Selon Charles Bitsch, assistant de Godard sur le film, « On était mal à l'aise. Jean-Luc était dur avec elle, il lui disait qu'elle était mauvaise, il s'agaçait de tout à son propos, parfois il lui foutait des baffes et ils se battaient. On était forcément assez solidaires pour défendre Anna, ce qui mettait une ambiance étrange. C'est un film que Jean-Luc a fait contre tout le monde. Rien n'était franchement hostile, mais il y avait une méfiance ».
La plupart des personnages du film sont nommés d'après des personnages réels, notamment l'acteur Richard Widmark, les réalisateurs Don Siegel, David Goodis, Kenji Mizoguchi, Edward Ludwig et Robert Aldrich, ainsi que les personnalités politiques américaines Robert McNamara et Richard Nixon. Il a été suggéré que le personnage de Paula Nelson porte le nom du criminel Baby Face Nelson, à propos duquel Siegel avait tourné le film L'Ennemi public avec Mickey Rooney en 1957. Le film est dédié à « Nick et Sam », en référence à Nicholas Ray et Samuel Fuller, « des francs-tireurs d'Hollywood qui étaient des objets de crainte filiale et d'agression œdipienne » pour Godard. Dans le bar, Marianne Faithfull chante la chanson As Tears Go By, qui, en réalité, avait été son grand succès en 1964.

## Exploitation
Après une avant-première le 3 décembre 1966 au Festival du film de Londres, le film sort en France le 27 janvier 1967. Il attire 59 329 spectateurs, ce qui est assez moyen pour un film de Godard.
Comme ni Godard ni le producteur n'ont obtenu la permission ou payé les droits d'adaptation du roman original, Donald E. Westlake a intenté une action en justice, et le film n'a pas été distribué aux États-Unis pendant plus de quarante ans. Une copie restaurée du film a été distribuée par Rialto Pictures en 2009, avec une projection au Castro Theatre de San Francisco le 1er avril, soit trois mois après la mort de Westlake.

### Accueil critique
Le film est peu compris et la critique y voit un brouillon politique. Jean Delmas de Jeune Cinéma parle d'un « cinéma politique traité par le mépris », Paul-Louis Thirard de Positif caricature Godard comme un « opposant dans le vent ».
Gilles Jacob, dans un texte intitulé « Du cinéma atonal pour les marmottes », déclare « J'aime qu'un film de Godard soit une vision partiale, partielle, passionnée, hésitante et, disons-le, souvent confuse, qui ressemble à son seul créateur. L'art de Godard se réclame d'une floraison mystérieuse de l'imagination, d'un jaillissement immédiat de la conscience, d'un film qui EST là, par opposition à un film qui est FAIT. À travers cette œuvre qui se construit sans bien savoir au départ où elle va aboutier, l'art contemporain parle naturellement ». 
Pour Luc Moullet, Made in USA est une sorte d'anti-James Bond ou d'anti-La Grande Vadrouille, immense succès du cinéma français de cette année-là : « Godard tourne le plus de films possible pour faire perdre au public ses mauvaises habitudes, et le détourner du cinéma de récit qui l'endort et l'aliène. Au temps du "pourquoi ?", qui est celui de tous les films commerciaux, et notamment de La Grande Vadrouille, Godard substitue le temps du "quoi ?", et s'il fait quelque chose qui est difficile à comprendre, surtout ne cherchez pas à comprendre ».
Pour Bernard Génin de Télérama, « Made in USA, c’est le J'accuse d’un cinéaste qui s’en prend à une société les mains rouges de sang. L’intrigue est ravageusement pulvérisée en mille éclats : la bande sonore, régulièrement assourdie par des sonneries de téléphones, des coups de klaxons ou des grondements furieux d’avions à réaction. Mais qui dit colère ne dit pas désordre. Plus que jamais, Godard se veut peintre. La référence à Picasso, plus particulièrement à Guernica, y est évidente. Anna Karina déambule dans un dédale de panneaux publicitaires géants, pour devantures de cinéma ».
Pour Antoine de Baecque dans sa biographie sur Godard, le réalisateur a pour ce film « une idée derrière la tête : ancrer son histoire sans queue ni tête dans une actualité politique qui, elle-même, lui paraît la meilleure illustration d'une monde dégénéré qui court à sa perte. En ce sens, Made in USA propose une version esthétique, entre joyeux désordre et éclatant concours de couleurs, de cette société en fin de course, ce qu'illustrait déjà Pierrot le Fou. Mais là où Pierrot racontait la fuite loin de cette décadence, Made in USA montre des personnages qui ne parviennent pas à s'en défaire. [... la France est] devenue une république bananière des États-Unis qui y ont diffusé leurs "sous-produits culturels partout", colonisée par la chanson, les films, la bande dessinée, le culte du corps et du sport. Même les rues d'Atlantic Cité sont colonisées, portant les noms de Walt Disney, Preminger, Donald... un couple d'hommes de main, "Robert Mc Namara et Richard Nixon", avoue son plus grand plaisir : "Tuer des gens fait notre joie, c'est notre métier" ».
Avant sa sortie en 2009, Made in USA avait été « rarement vu aux États-Unis ». Après sa projection au Festival du film de New York en 1967, le New York Times le qualifie de « pot-pourri souvent déroutant de narration, d'images et de messages cinématographiques » et estime qu'« Anna Karina, dans le rôle de la petite amie en quête, fournit non seulement une beauté lumineuse mais aussi un fil unificateur d'humanité ». Plus de quarante ans plus tard, après une projection au Film Forum, Anthony Oliver Scott écrit que, bien que le film soit « loin d'être un chef-d'œuvre perdu, il n'en constitue pas moins une pièce brillante et irrégulière du puzzle de la carrière de M. Godard ». Il poursuit « On y voit notamment une Marianne Faithfull ravissante et boudeuse chanter une version a capella de As Tears Go By. Il y a des jeunes hommes maigres qui fument et se disputent. Il y a les couleurs vives et pop de la modernité juxtaposées à l'aspect ordinaire, usé par le temps, de la vieille France, le tout magnifiquement photographié par Raoul Coutard. Il y a des discours politiques prononcés par l'intermédiaire d'un haut parleur. Et bien sûr, il y a une indifférence exaspérante et libératrice pour les conventions de cohérence narrative, de vraisemblance psychologique ou d'accessibilité émotionnelle ».